# Buslijn 67 (Amsterdam-Amstelveen)
Buslijn 67 was een buslijn van Station Amsterdam Centraal, via Leidseplein en Buitenveldert naar Amstelveen Zuid. De lijn, die van 1975 tot 1990 heeft bestaan, werd van 1975 tot en met 1983 gezamenlijk geëxploiteerd door het Amsterdamse GVB en streekvervoerder Centraal Nederland (CN) en sinds 1983 uitsluitend door CN. Voor dat bedrijf is het de belangrijkste en meest frequente lijn geweest. Lijn 67 ontwikkelde zich van snelbus-alternatief voor andere lijnen tot zelfstandige en succesvolle lijn zonder snelbuskarakter. De lijn is opgeheven bij de komst van de Amstelveentram (lijn 51), hoewel CN met steun van busbouwers en de gemeente Amstelveen dit probeerde te verhinderen met plannen om de route te rijden met een baanbus.
Later is er nog een andere lijn geweest die het lijnnummer 67 kreeg, maar die staat hier los van en wordt onder het kopje Lijn 67 II: 1998 – 2006 summier behandeld.

## Organisatie en locaties
Lijn 67 werd op 6 oktober 1975 ingesteld als sneldienst en versterking van lijn 65/66. Het ging om een samenwerking tussen GVB en het toenmalige streekvervoerbedrijf Centraal Nederland (CN), waarbij zowel rode stadsbussen als gele streekstandaardbussen werden ingezet. De GVB-bussen reden vanuit de hoofdgarage West, de CN-bussen reden vanuit garage Van Musschenbroekstraat achter het Wibauthuis in Amsterdam en tot 1980 ook vanuit Aalsmeer. Bij het Centraal Station waren meerdere locaties die als busstation dienden, lijn 67 had het Prins Hendrikplantsoen als standplaats.

## Sneldienst: 1975 – 1979
Lijn 67 reed aanvankelijk alleen overdag en niet op zondag, en had maar een beperkt aantal haltes om het sneldienstkarakter te benadrukken. De lijn maakte in Amstelveen gebruik van de Beneluxbaan die tot dan toe, behalve het eerste gedeelte tot de Rembrandtweg, door geen enkele buslijn werd bereden en waarvan de middenberm gereserveerd was voor de nooit gerealiseerde metrolijn naar Amstelveen. In het begin werd naar Groenelaan gereden, maar naarmate de bebouwing voortschreed, drong de lijn samen met lijn 65 en 66 in 1977 en 1978 steeds verder de wijk Waardhuizen in om uiteindelijk in 1986 bij Galjoen nabij de Nesserlaan te eindigen. In Amstelveen werd de route al in 1976 verlegd van de Ouderkerkerlaan naar de nieuw geopende Oranjebaan waarbij ook het Bankrashof kon worden bediend. In Amsterdam werd de route in 1981 verlegd van de Nassaukade naar de Marnixstraat door het gereedkomen van de Binnenring.
In 1977, bij de opening van de metro en de opheffing van de Bijlmerlijnen 56 (waarop ook stads- en streekbussen reden) en 58 had het GVB ineens te weinig chauffeurs en CN te veel. Dit werd opgelost door tijdens de winterdienst tien wisselende wagens uit West onder te brengen in de CN-garage aan de Van Musschenbroekstraat voor GVB-diensten op lijn 65, 66 en 67 dit in verband met het onderhoud dat nog wel in West plaatsvond. Lijn 67 had daarbij een gecombineerde ochtendspitsrit met lijn 14 (station Bijlmer-Amstelveen Plein 1960) en lijn 66 (Amstelveen Plein 1960-Leidesplein).

## Plan tram en aanpassing lijn 67: 1979 – 1985

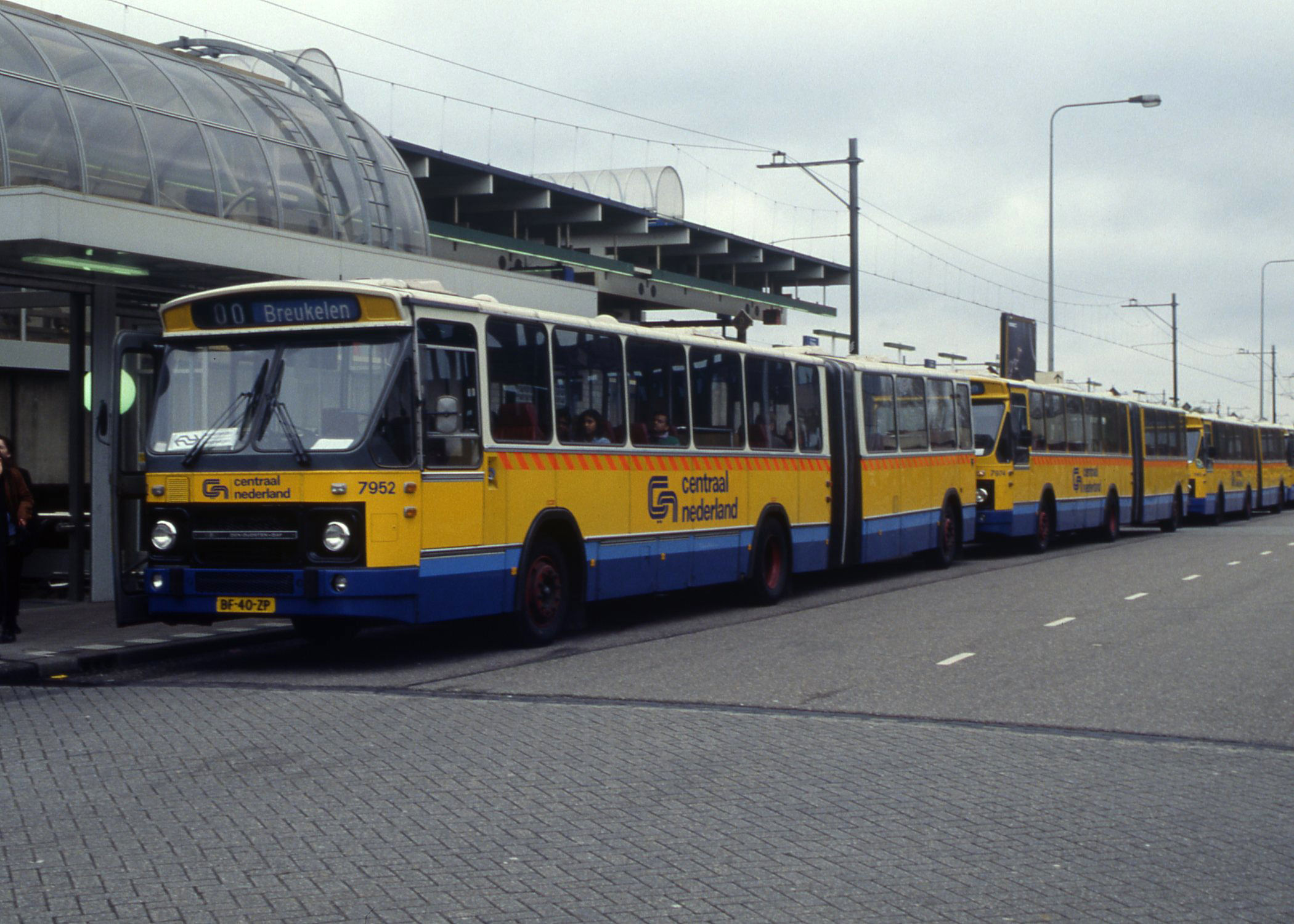
Daf/Den Oudsten gelede bus 7952 uit serie 7942-7956 uit 1983 die speciaal voor lijn 67 waren aangeschaft en reden van 1983-1990, daarna werden ze elders ingezet

In 1979 was door de minister Danny Tuijnman in principe een goedkeuring gegeven voor de aanleg van een gewone tramlijn naar Amstelveen Zuid, waarbij lijn 67 samengevoegd zou kunnen worden met een verlengde tramlijn 5 of verlegde 25. In Amsterdam was een meerderheid van de gemeenteraad hier voorstander van, maar in Amstelveen, dat liever een metro zag en anders maar de bus wilde behouden, wilde men geen "sukkeltram" en was er in de gemeenteraad geen meerderheid voor te vinden en verdween het plan van tafel. Het GVB en CN besloten daarom tot verbetering van het busnet in Buitenveldert en Amstelveen. In 1980 openden CN en GVB een garage Amstel III in de Bijlmer. De CN-diensten reden vanuit deze garage maar de GVB-diensten vonden nog wel plaats vanuit West.
Lijn 67 groeide nu uit tot een op alle dagen en uren rijdende drukke lijn waarbij in de spitsuren in de drukste richting met volgwagens werd gereden, dus met meerdere bussen achter elkaar, om alle passagiers te kunnen vervoeren. Alleen op zondagmorgen was er weinig vervoer en reed de lijn slechts om het half uur. De uitbreiding ging wel ten koste van GVB-spitslijn 49 en later ook van bus 26. Ook kwamen er meer haltes, waardoor het sneldienstkarakter verdween. Daarnaast kwamen er in het weekeinde nachtritten. Vandaar dat lijn 67 vanaf 1983 met gelede bussen ging rijden (behalve op zondag) waarbij de volgwagens konden vervallen en er dus minder bussen en chauffeurs nodig waren. De samenwerking met GVB kwam te vervallen en lijn 65 en 66 (vanaf 1986 volledig in GVB-handen) kregen een deel van de vrijgekomen (volg)bussen en chauffeurs.

## Baanbusplan als reactie op vernieuwd sneltramplan: 1985 – 1989
Omdat een metro voor Amsterdam en het ministerie onbespreekbaar was gezien de hoge kosten en het eerdere metroavontuur, kwamen er om Amstelveen tegemoet te komen in 1985 plannen voor een dubbelrail, een stadstram en een sneltram, te exploiteren door het GVB. In reactie daarop ontwikkelde CN, die vreesde zijn beste lijn kwijt te raken aan het GVB en daarbij te moeten inkrimpen, het baanbus-project als alternatief. Hierbij zou lijn 67 in een deel van Amstelveen een eigen baan krijgen waarbij onder andere een speciale betonnen busbaan gebouwd moest worden voor de geleide bussen. De baanbus zou volgens CN veel minder kosten dan de sneltram en toch meer vervoeropbrengst geven. Het baanbus-project werd samen met de gemeente Amstelveen ontwikkeld en ook de Nederlandse busbouwers, die de concurrentie van de sneltram vreesden, namen deel aan het project en financierden deels de presentatie van de plannen. Ook werd een oude lijnbus omgebouwd tot voorlichting en promotiebus voor de Baanbusplannen.
In de krappe Amsterdamse binnenstad zou echter geen speciale busbaan komen en moest de baanbus met het gewone verkeer mee rijden. Amsterdam, met wethouder Michael van der Vlis, wilde echter het grote aantal CN-bussen in de binnenstad verminderen en was daarom met het plan voor de dubbelrail gekomen: een stadstram en een sneltram. Ook de Amstelveense bevolking was tevreden met de succesvolle lijn 67 en zag niets in de sneltram. Er werd een groot aantal hoorzittingen gehouden, waarbij de tegenstanders prominent aanwezig waren, samen met de directie van CN en een afvaardiging van de busbouwers. Het baanbusplan ging uiteindelijk niet door, omdat de gemeenteraad van Amstelveen met zeventien tegen zestien stemmen voor de sneltram koos.

## Vergeefs verzet tegen Amstelveentram: 1989 – 1990 en daarna
In 1989 moest in verband met het toegenomen vervoer de frequentie weer worden verhoogd, maar CN had onvoldoende gelede bussen om deze uitbreiding te kunnen realiseren. CN wilde echter geen nieuwe gelede bussen aanschaffen omdat lijn 67 op het punt stond om te worden opgeheven in verband met de opening van de Amstelveentram en deze dan dan overbodig zouden worden. Daarom waren er plannen om de samenwerking met GVB nieuw leven in te blazen; het GVB zou dan, met nieuw aan te schaffen gelede bussen, vijf diensten rijden op lijn 67 in ruil voor evenzoveel CN-diensten op de lijn 65/66, die inmiddels door bussen uit garage Zuid werd uitgevoerd. Uiteindelijk ging dit plan niet door omdat CN er toch de voorkeur aan gaf om lijn 67 geheel zelf te rijden en nu een vijftal tweedehands gelede bussen uit Stockholm van maar liefst 18 jaar oud overnam.
Op 2 december 1990 werd de Amstelveenlijn, metrolijn 51, geopend en werd lijn 67 opgeheven. De nachtritten bleven wel bestaan, maar werden gereden door CN. Later kregen deze nachtritten lijnnummer 162 en werden ze vanuit Amstelveen op sommige tijden doorgetrokken naar Vinkeveen. CN hield in 1994 op te bestaan en het westelijk vervoergebied ging over naar de NZH en lijn 162 was voortaan een NZH-lijn. In 1999 fuseerde NZH met Midnet (het oostelijke vervoergebied van CN) en omringende streekvervoerders tot Connexxion; lijn 162 werd vervangen door o.a. nachtlijn N79 naar Groenelaan en Waardhuizen maar werd in december 2017 opgeheven. Toen werd door Connexxion stadslijn 167 ingesteld van het busstation Amstelveen naar Kronenburg maar verdween een jaar later alweer.
Met het verdwijnen van sneltram 51 op 3 maart 2019 tot 13 december 2020 werd door het GVB een vervangende bus 55 ingesteld die in Amstelveen weer vrijwel de gehele route van de oude lijn 67 reed waarbij echter via de Laan van Langerhuizen in plaats van de Laan van de Helende Meesters werd gereden. Het eindpunt lag op het bedrijventerrein Legmeer.

## Lijn 67 II: 1998 – 2006
Van september 1998 tot mei 2006 had het GVB een andere lijn 67. Deze had met de voorgaande lijn 67 alleen het lijnnummer gemeen en was een gewijzigde versie van lijn 66. De lijn verbond het Amstelstation met het Wetenschappelijk Centrum Watergraafsmeer het tegenwoordige Science Park Amsterdam. Een aantal ritten werd met gelede bussen uitgevoerd. Op 28 mei 2006 werd deze route ook weer verlengd naar het Muiderpoortstation, waarmee de hele route van de vroegere lijn 66 deel uitmaakte van de nieuwe lijn. Op deze datum vond een grote herstructurering van het busnet plaats waarbij veel lijnen verdwenen maar andere lijnen weer terugkwamen. Hierbij kreeg de lijn het lijnnummer 40.